# Privilegium maius
Privilegium maius (диплома за голяма привилегия) е средновековен документ от 1358/1359 г., който е фалшифицирана версия на документа Privilegium minus (малка привилегия) от 1156 г. на император Фридрих I Барбароса, с който маркграфството Марк Остаричи (Ostarrîchi или маркграфство Австрия, Marcha Austria) става херцогство, отделено от херцогство Бавария.
През 1358/1359 г. фалшификатът се създава по нареждане на австрийския херцог Рудолф IV, понеже Австрия e пропусната от Златна була на Карл IV от 1356 г..
В Privilegium maius Австрия се поставя като ерцхерцогство равно на Курфюрствата в Свещената Римска империя. След като унищожава оригинала – Privilegium minus, Рудолф IV се нарича сам ерцхерцог.
Император Карл IV отказва да признае този фалшив документ. Едва през 1453 г. документът е признат от император Фридрих III Хабсбург.